# Hostilianus
Gaius Valens Hostilianus Messius Quintus (? – léto 251 Řím) byl římský císař vládnoucí roku 251 jako spoluvládce Treboniana Galla. Jeho otcem byl císař Decius (249–251), matkou Herennia Cupressenia Etruscilla. Hostilianus měl staršího bratra Herennia Decia a snad i sestru (údajnou manželku pozdějšího císaře Volusiana).
Hodnost caesara udělil Hostilianovi jeho otec Decius asi v září roku 250. Podle portrétů na mincích byl princ v té době patrně nezletilý. Po Deciově smrti v bitvě u Abrittu (červen 251) nový císař Trebonianus Gallus Hostiliana adoptoval a současně povýšil na augusta, mladý panovník však již po několika týdnech zemřel, pravděpodobně na mor, i když nelze vyloučit ani politickou vraždu.